# سیم آلومینیومی با روکش مس

سیم‌های آلومینیومی با روکش مسی با اندازه‌های مختلف

سیم آلومینیومی با روکش مس (به انگلیسی: Copper-clad aluminium wire) یا سیم آلومینیومی مس اندود یا سیم مس‌وار یک رسانای الکتریکی است که از یک هسته داخلی آلومینیوم و روکش خارجی مس تشکیل شده‌است.

## کاربرد
کاربردهای اصلی این رسانا حول نیازهای کاهش وزن می‌چرخد. این کاربردها شامل سیم‌پیچ با کیفیت بالا، مانند سیم‌پیچ‌های صوتی در هدفون یا بلندگوهای قابل حمل است. کاربردهای کواکسیال با فرکانس بالا، مانند آنتن‌های آراف و کابل‌های توزیع تلویزیون کابلی و کابل‌های برق.
سی‌سی‌ای همچنین در سیم‌کشی برق ساختمان‌ها استفاده می‌شد. ساخت مس/آلومینیوم برای جلوگیری از برخی از مشکلات سیم آلومینیومی به تصویب رسید، با این حال بیشتر مزیت هزینه را حفظ می‌کند. در ایالات متحده، مس مفتولی عموماً بیشتر در سیم‌کشی‌های داخلی مسکونی ۱۲۰ ولت یا ۲۴۰ ولت استفاده می‌شود.
سی‌سی‌ای همچنین در کابل‌های شبکه زوج به‌هم تابیده بدون محافظ دیده می‌شود. این کابل‌ها اغلب قیمت کمتری نسبت به نمونه‌های تمام مسی خود دارند.

## ویژگی‌ها
ویژگی‌های سیم آلومینیومی با روکش مسی شامل موارد زیر است:
- قیمت کمتر از سیم مسی خالص
- سبک‌تر از مس خالص
- رسانایی الکتریکی بالاتر از آلومینیوم خالص
- استحکام بالاتر از آلومینیوم
- اتصالات الکتریکی معمولاً از آلومینیوم خالص قابل اطمینان ترند[نیازمند منبع]
- به‌طور معمول در نتیجه ۱۰٪ یا ۱۵٪ با فراورده حجمی مس تولید می‌شود

## اثر پوستی
اثر پوستی باعث متمرکز شدن جریان متناوب روی افزایش رسانایی مقطع خارجی مس رسانا می‌شود و باعث می‌شود مقاومت سیم در فرکانس‌های بالا به یک سیم مسی خالص نزدیک شود، که باعث می‌شود سیم آلومینیوم با روکش مس برای چنین مواردی مناسب باشد. اثر پوستی همچنین در سیم‌های فولادی با روکش مس مانند RG-6 کواکس استفاده می‌شود، که معمولاً در کاربردهای با فرکانس بالا و نیازهایی با استحکام بالا نیز استفاده می‌شود.